# Jean Robert Saget
Jean Robert Saget (* 1944 in Saint-Marc) ist ein haitianischer Diplomat.

## Leben
Jean Robert Saget studierte von 1970 bis 1977 Politikwissenschaft und Publizistik an der Freien Universität Berlin. Er war seit dem 3. Juli 2005 Botschafter der Republik Haiti in Deutschland.
Jean Robert Saget ist verheiratet und hat drei Töchter. Er spricht fünf Sprachen und war Mitglied der Mainzer Ranzengarde.
Er ist ein Nachfahre von Nissage Saget.